# Чемпіонат України з футболу серед жінок: перша ліга
Перша ліга чемпіонату України серед жінок — футбольна ліга в Україні, друга за рангом після вищої ліги. Змагання проводяться під патронатом Комітету жіночого футболу Української асоціації футболу.

## Історія
Авторкою першого забитого м'яча в історії розіграшів жіночої першої ліги чемпіонатів України стала захисниця команди «Львів'янка» — Ірина Ванат.
У перших двох сезонах 1992 та 1993 років по регламенту за перемогу команді нараховувалося 2 очки, за нічию — 1, а за поразку — 0. 
Третій чемпіонат першої ліги України з футболу серед жіночих колективів було проведено лише у 2013 році після майже 20-річної перерви.

## Обмін між лігами
Згідно з регламентом право на підвищення у класі отримують дві найкращі за підсумками сезону команди, однак через фінансову нестабільність та інші, не пов'язані зі спортивними результатами, фактори реальна кількість команд, що переходить до вищої ліги та, відповідно, опускається з найвищого дивізіону, може щороку відрізнятися. Так чемпіони 2013 року моршинський «Медик», чемпіони 2014 року полтавська «Ніка» та чемпіони 2023 року команда «Лідер» відмовилися від підвищення у класі, надавши перевагу подальшим виступам у першій лізі. Загалом же, склад учасників чемпіонату щороку суттєво оновлюється через розформування клубів та появи на їх місці нових колективів.

## Призери першої ліги
| Сезон                               | Чемпіон                                                                                      | Срібний призер                                                                               | Бронзовий призер                                                                             |
| 1992                                | «Іскра» (Запоріжжя)                                                                          | «Текстильник» (Донецьк)                                                                      | «Юніса» (Луганськ)                                                                           |
| 1993                                | «Стимул-ЗДУ» (Запоріжжя)                                                                     | «Львів'янка» (Львів)                                                                         | «Лада» (Миколаїв)                                                                            |
| З 1994 по 2012 турнір не проводився |                                                                                              |                                                                                              |                                                                                              |
| 2013                                | «Медик» (Моршин)                                                                             | «Ятрань-Уманьферммаш» (Умань)                                                                | «Харківський коледж» (Харків)                                                                |
| 2014                                | «Ніка» (Полтава)                                                                             | «Тернополянка» (Тернопіль)                                                                   | «Освіта-ДЮСШ №3» (Івано-Франківськ)                                                          |
| 2015                                | «Пантери» (Умань)                                                                            | «Освіта-ДЮСШ №3» (Івано-Франківськ)                                                          | «Торпедочка-Автомобіліст» (Миколаїв)                                                         |
| 2016                                | «Спартак» (Чернігів)                                                                         | «Злагода-Дніпро-1» (Дніпро)                                                                  | «Львів'янка» (Львів)                                                                         |
| 2017                                | «Ладомир» (Володимир-Волинський)                                                             | «Маріупольчанка» (Маріуполь)                                                                 | «Янтарочка» (Новояворівськ)                                                                  |
| 2017/18                             | «Восход» (Стара Маячка)                                                                      | «Янтарочка» (Новояворівськ)                                                                  | «Маріупольчанка» (Маріуполь)                                                                 |
| 2018/19                             | «Маріупольчанка» (Маріуполь)                                                                 | «ВО ДЮСШ» (Вінниця)                                                                          | СК «Вишневе» (Вишневе)                                                                       |
| 2019/20                             | Через пандемію Covid-19 чемпіонат завершили достроково без визначення переможців та призерів | Через пандемію Covid-19 чемпіонат завершили достроково без визначення переможців та призерів | Через пандемію Covid-19 чемпіонат завершили достроково без визначення переможців та призерів |
| 2020/21                             | «Колос» (Ковалівка)                                                                          | «Атекс» (Київ)                                                                               | «Харківський коледж» (Харків)                                                                |
| 2021/22                             | Через російську агресію чемпіонат завершили достроково без визначення переможців та призерів | Через російську агресію чемпіонат завершили достроково без визначення переможців та призерів | Через російську агресію чемпіонат завершили достроково без визначення переможців та призерів |
| 2022/23                             | «Лідер» (Кобеляки)                                                                           | «Юність-ШВСМ» (Чернігів)                                                                     | «Янтарочка» (Новояворівськ)                                                                  |
| 2023/24                             | «Сістерс» (Одеса)                                                                            | «Оболонь» (Київ)                                                                             | «Минай» (село Минай)                                                                         |
| 2024/25                             | «Погорина» (Костопіль)                                                                       | «Минай» (село Минай)                                                                         | «Маріуполь»                                                                                  |
| 2025/26                             |                                                                                              |                                                                                              |                                                                                              |